# Perro Aguayo Jr.
Pedro Aguayo Ramírez (Città del Messico, 23 luglio 1979 – Tijuana, 21 marzo 2015) è stato un wrestler messicano.
Conosciuto con il Ring name El Hijo del Perro Aguayo, ha lottato nella AAA dal 1995 al 2003, nel Consejo Mundial de Lucha Libre dal 2003 al 2008, per poi tornare alla AAA dal 2010 fino al 21 marzo 2015, giorno della sua tragica morte.
Era il figlio della leggenda della lucha libre Perro Aguayo Sr., era meglio conosciuto come il leader dello stable Los Perros del Mal, iniziando nel Consejo Mundial de Lucha Libre (CMLL) a metà del 2004. È morto tragicamente il 21 marzo 2015 all'età di 35 anni, a causa di uno strano incidente durante un tag-team match assieme al compagno Manik contro Rey Mysterio e Xtreme Tiger.

## Biografia
Pedro Aguayo Ramírez è nato il 23 luglio 1979 a Città del Messico, figlio di Pedro Aguayo Damián, luchador, o wrestler professionista conosciuto con il ring name di Perro Aguayo. Suo zio, Jesús Ramirez Angelo, era meglio conosciuto con il ring name di Ídolo, mentre i suoi cugini con i ring name Ídolo I e II Ídolo.

## Carriera

### Asistencia Asesoría y Administración (1995–2003)
Il suo debutto professionale avvenne all'età di 15 anni, nell'Asistencia Asesoría y Administración (AAA). Ha vinto il Mexican National Tag Team Championship in due occasioni sconfiggendo i team di Fuerza Guerrera/Mosco de la Merced e El Cobarde II/El Cobarde Jr. vincendolo. Il 18 giugno 1995, partecipa al primo grande match affrontando e perdendo contro Juventud Guerrera durante il TripleMania III-B. Aguayo, Jr. forma una stable, Los Junior Atómicos, composto da Blue Demon Jr., La Parka II e mascara Sagrada Jr. I quattro sconfissero Charly Manson, May Flowers, Nygma e El Picudo vincendo il Mexican National Atómicos Championship. Cinque mesi dopo persero il titolo contro i Los Vipers (Histeria, Maniaco, Mosco de la Merced e Psicosis) nello show del 1999 Verano de Escándalo. Dopo che i Los Junior Atómicos vennero sciolti, iniziò a collaborare regolarmente con Héctor Garza, impegnandosi in un feud con Heavy Metal e Latin Lover. Lungo questa faida combattono in vari tag-team match. Uno dei hightlights della storia è stato il momento cui i capelli di Heavy Metal vennero rasati a zero dopo aver perso un four way Steel Cage match nel 2001. Aguayo e Garza sconfiggono i Los Vipers vincendo il Tag Mexican National Tag Team Championship e detenendo il titolo per 61 giorni prima di perderlo contro Pirata Morgan ed El Texano.

## Morte
Tra il 20 e il 21 marzo 2015, è morto durante un tag team match, in coppia con Manik contro Rey Mysterio e Xtreme Tiger a Tijuana in Messico. Quando i paramedici sono arrivati, Aguayo è stato portato all'ospedale Del Prado, dove è stato dichiarato morto alle 1:00 del mattino del 21 marzo
Secondo l'annuncio iniziale dall'ospedale, Aguayo sarebbe morto per un trauma cervicale alla spina dorsale, causato dal dropkick di Rey Misterio. La causa della morte è stata poi annunciata come arresto cardiaco, a causa di un ictus cervicale causato da tre vertebre fratturate. I risultati dell'autopsia hanno mostrato che Aguayo ha rotto le vertebre C1, C2, e C3. Il medico legale ha dichiarato che le fratture si sono svolte in due diversi momenti dell'impatto e che Aguayo è morto quasi immediatamente.  Non è stato immediatamente curato da un medico ed è stato effettivamente portato via dal ring su un pezzo di compensato, invece di una barella, il che ha portato ad alcune critiche degli organizzatori dell'evento. Tuttavia, il medico legale ha dichiarato che non avrebbe fatto differenza. La commissione ha poi spiegato che il medico era nel backstage, per prendersi cura di altri due infortuni accaduti durante lo spettacolo.
Una di queste lesioni era una lesione spinale motivo per cui non si è voluto rimuovere il lottatore dalla barella, ed è anche il motivo per cui è stato usato il compensato per spostarlo dal ring. I medici hanno provato a rianimarlo per più di un'ora prima di dichiarare il decesso. Il 21 marzo, il procuratore generale ha annunciato che avrebbero condotto un'indagine sulla morte di Aguayo e le circostanze per determinare se ci fosse la possibilità di eventuali accuse penali. Viene sepolto a Guadalajara il 23 marzo. Dopo la sua morte, la Comisión de Deporte del Senado del México ha presentato l'iniziativa "Ley para la Seguridad del Deporte en el País"

## Nel wrestling

### Mosse finali
- - La Lanza (Standing or a diving double foot stomp)[3]
  - La Silla (Diving seated senton)[3]
  - Perrito Driver (Low blow)[18]

## Titoli e riconoscimenti
- Asistencia Asesoría y Administración
  - Mexican National Atómicos Championship (1 – con Blue Demon Jr., La Parka II and Mascara Sagrada Jr.)[6]
  - Mexican National Light Heavyweight Championship (1)[9]
  - Mexican National Tag Team Championship (3 – with Perro Aguayo Sr. (2), ed Héctor Garza (1)[4][9]
  - Copa Triplemanía XXII (2014)[19]
  - Rey de Reyes (2012)[20]
- Consejo Mundial de Lucha Libre
  - CMLL World Trios Championship (1 – con Mr. Águila ed Héctor Garza)[21]
  - Torneo Gran Alternativa (2006) (con Místerioso II)[22]
  - Leyenda de Plata (2004)[23]
- Pro Wrestling Illustrated
  - 8º tra i 500 migliori wrestler singoli nella PWI 500  (2007)[24]
  - 38º tra i 500 migliori wrestler singoli nella "PWI Years" (2003)
- World Wrestling Association
  - WWA World Tag Team Championship (3 - con El Hijo del Santo (1), Último Guerrero (1), and Héctor Garza (1))[25][26]
- Wrestling Observer Newsletter awards
  - Rookie of the Year (1995)